# NGC 160
NGC 160 è una galassia lenticolare situata nella costellazione di Andromeda.

## Scoperta
NGC 160 è stata scoperta il 5 dicembre 1785 dall'astronomo britannico di origine tedesca William Herschel.